# Saint-Ouen-sur-Iton
Saint-Ouen-sur-Iton é uma comuna francesa na região administrativa da Normandia, no departamento Orne. Estende-se por uma área de 14,07 km². Em 2010 a comuna tinha 862 habitantes (densidade: 61,3 hab./km²).